# Piroska
Piroska [piroška] je maďarské ženské jméno latinského původu (Prisca, zdrobněle Priscilla, česky Priska, Priscila) s významem "prvotní, pradávná, úctyhodná". Maďarská podoba vznikla přes variantu Piriska, nejspíš i pod vlivem slova piros ("červený").
Piroska bylo například rodné jméno svaté Ireny Uherské (v Maďarsku častěji zvané Szent Piroska – svatá Piroska).
Jméno Piroska má svátek 18. ledna.